# ماري كاي
ماري كاي (بالإنجليزية: Mary Kaye)‏ هي عازفة قيثارة أمريكية، ولدت في 9 يناير 1924 في ديترويت في الولايات المتحدة، وتوفيت في 17 فبراير 2007 في لاس فيغاس في الولايات المتحدة بسبب فشل تنفسي.

## روابط خارجية
- ماري كاي على موقع IMDb (الإنجليزية)
- ماري كاي على موقع ميوزك برينز (الإنجليزية)
- ماري كاي على موقع أول ميوزيك (الإنجليزية)
- ماري كاي على موقع ديسكوغز (الإنجليزية)
- ماري كاي على موقع قاعدة بيانات الفيلم (الإنجليزية)